# دریاچه وحشت در مقابل آناکوندا
دریاچه وحشت در مقابل آناکوندا (انگلیسی: Lake Placid vs. Anaconda) (همچنین با عنوان دریاچه وحشت ۵ نیز شناخته می‌شود) یک تله‌فیلم آمریکایی در ژانر کمدی ترسناک محصول سال ۲۰۱۵ میلادی است.

## خلاصه داستان فیلم
یک تمساح عظیم‌الجثه و یک مار آناکوندا در نزدیکی یک شهر با هم درگیر می شوند. حالا کلانتر شهر باید راهی پیدا کند تا قبل از اینکه مردم شهرش توسط این دو هیولا از بین بروند، آنها را نابود کند.

## بازیگران
- کورین نمک درنقش ویل «تولی» تول
- ینسی باتلر درنقش ربا
- اسکای لوری در نقش بتانی تول
- رابرت انگلوند درنقش جیم بیکرمن
- استفان بیلینگتون به عنوان ساحل
- آنابل رایت به عنوان سارا مردوچ
- الیور واکر به عنوان معاون فرگوسن
- لورا دیل در نقش تیفانی جونز
- علی ایگل به عنوان مارگو
- هدر گیلبرت به عنوان جین
- جورجینا فیلیپز به عنوان جنیفر بنت
- جنی می دارسی به عنوان ملیسا
- سوفیا لورنتی به عنوان کازینو کهربا
- نیگل باربر به عنوان شهردار
- چری گرانت به عنوان لوئیز ویلیام